# Abborrtjärnen (Frykeruds socken, Värmland, 660861-134776)
Abborrtjärnen är en sjö i Kils kommun i Värmland och ingår i Göta älvs huvudavrinningsområde. Sjön har en area på 0,0703 kvadratkilometer och ligger 109,5 meter över havet.

## Delavrinningsområde
Abborrtjärnen ingår i det delavrinningsområde (660768-134860) som SMHI kallar för Vid mätstation Kvarntorp. Medelhöjden är 124 meter över havet och ytan är 10,9 kvadratkilometer. Det finns inga avrinningsområden uppströms utan avrinningsområdet är högsta punkten. Lerbodaälven som avvattnar avrinningsområdet har biflödesordning 4, vilket innebär att vattnet flödar genom totalt 4 vattendrag innan det når havet efter 324 kilometer. Avrinningsområdet består mestadels av skog (72 procent). Avrinningsområdet har 0,68 kvadratkilometer vattenytor vilket ger det en sjöprocent på 6,2 procent.